# Mauprévoir
Mauprévoir är en kommun i departementet Vienne i regionen Nouvelle-Aquitaine i västra Frankrike. Kommunen ligger i kantonen Availles-Limouzine som tillhör arrondissementet Montmorillon. År 2022 hade Mauprévoir 590 invånare.

## Befolkningsutveckling
Antalet invånare i kommunen Mauprévoir
| Referens: INSEE |